# Simion Dragomir
Simion Dragomir (n. 7 iunie 1883, Ohaba, comitatul Hunedoara, Regatul Ungariei – d. secolul al XX-lea, Sibiu) a fost un delegat în Marea Adunare Națională de la Alba Iulia, organismul legislativ reprezentativ al „tuturor românilor din Transilvania, Banat și Țara Ungurească”, cel care a adoptat hotărârea privind Unirea Transilvaniei cu România, la 1 decembrie 1918.:p. 77

## Biografie
Studiile liceale le întreprinde la Blaj, apoi continuă cursurile la facultatea de Drept din Budapesta.

## Activitatea politică

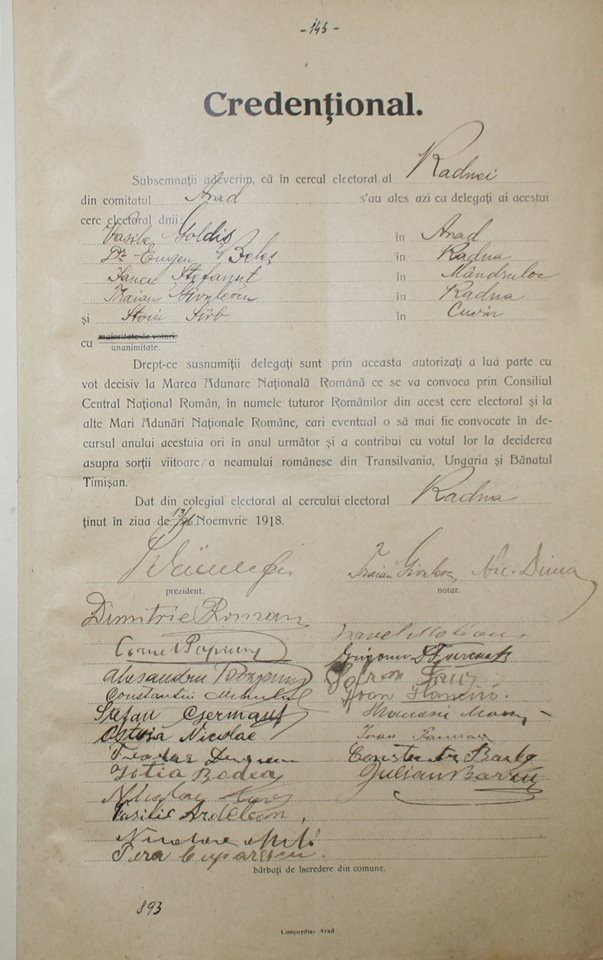
Credențional

Stabilit, fiind avocat, în Ilia, în anul 1913, Simion Dragomir a întreprins o bogată activitate din punct de vedere politic și economic. A contribuit la constituirea Consiliului Național Român din Ilia și a Gărzilor Naționale din jurul acestui sat. Pe lângă acest post, Simion Dragomir l-a mai îndeplinit și funcția de notar public în Ilia, județul Hunedoara.
Simion Dragomir a fost delegat al Cercului electoral Dobra la Marea Adunare Națională de la Alba Iulia.